# 오용 (배우)
오용(1973년 10월 20일 ~ )은 대한민국의 배우이다.

## 학력
- 중앙대학교 연극학과

## 연기 활동

### 영화
- 2000년 〈자반 고등어〉
- 2003년 〈튜브〉: 단역
- 2003년 〈살인의 추억〉: 단역
- 2003년 〈쇼쇼쇼〉: 느끼남 역
- 2003년 〈거울 속으로〉: 백진수 역
- 2003년 〈오! 브라더스〉: 현주 남편 역
- 2004년 〈지옥: 두개의 삶〉: Part.1 홍과장 역
- 2004년 〈사마리아〉: 뮤직 남 역
- 2006년 〈천국의 에스컬레이터〉: 재벌3세 역
- 2006년 〈사랑을 놓치다〉: 삐끼 역
- 2006년 〈열혈남아〉: 박상근 역
- 2006년 〈가족 나들이〉: 사위 역
- 2007년 〈마강호텔〉: 세무원 역
- 2007년 〈최강 로맨스〉: 신문사 신입 기자 역
- 2007년 〈우리 생애 최고의 순간〉: 영양사 역
- 2008년 〈모던보이〉: 민머리 남자 역
- 2009년 〈날아라 펭귄〉: ep.2 박중호 역
- 2009년 〈우유와 자장면〉: 초림 친구 역
- 2010년 〈작은 연못〉: 경찰 정보원 역
- 2010년 〈김복남 살인사건의 전말〉: 득수 역
- 2012년 〈모르는 사람〉: 인사남 역
- 2012년 〈철암계곡의 혈투〉: 학봉 역
- 2012년 〈내가 살인범이다〉: 강도혁 역
- 2014년 〈씨, 베토벤〉: 순정남 역
- 2022년 〈인민을 위해 복무하라〉: 우채부 역

### 드라마
- 2006년 KBS2 4부작드라마 《특수수사일지: 1호관 사건》 ... 김호일 역
- 2007년 KBS2 수목드라마 《마왕》 ... 김순기 역
- 2007년 KBS2 단막극 《드라마시티 - 쌈닭 미숙이》 ... 차순표 역
- 2007년 KBS1 아침드라마 《TV소설 아름다운 시절》 ... 마달봉 역
- 2008년 KBS2 대하드라마 《대왕 세종》 ... 정창손 역
- 2008년 KBS2 납량특집드라마 《전설의 고향》 〈사신 이야기〉 ... 김 포교 역
- 2009년 KBS2 수목드라마 《파트너》 ... 서진철 역
- 2009년 KBS2 납량특집드라마 《전설의 고향》 〈조용한 마을〉 ... 박수무당 역
- 2010년 MBC 월화드라마 《파스타》 ... 금석호에게 스카웃 제의를 한 남자 역
- 2010년 KBS2 월화드라마 《국가가 부른다》 ... 최철민 경사 역
- 2010년 KBS2 단막극 《KBS 드라마 스페셜 - 우연의 남발》 ... 영훈 역
- 2010년 KBS2 단막극 《KBS 드라마 스페셜 - 달팽이 고시원》 ... 단역남 역
- 2011년 KBS2 월화드라마 《강력반》 ... 남기자 역
- 2011년 KBS2 추석특집극 《노리코, 서울에 가다》 ... 상철 역
- 2011년 JTBC 수목드라마 《발효가족》 ... 조미남 역
- 2012년 KBS2 수목드라마 《보통의 연애》 ... 관광안내소 팀장 역
- 2012년 KBS2 수목드라마 《적도의 남자》 ... 고순태 역
- 2012년 KBS2 수목드라마 《세상 어디에도 없는 착한남자》 ... 조영배 역
- 2012년 KBS2 단막극 《KBS 드라마 스페셜 - 저어새, 날아가다》 ... 태준 역
- 2013년 OCN 금요드라마 《더 바이러스》 ... 정우진 역
- 2013년 KBS2 월화드라마 《직장의 신》 ... 안종철 역
- 2013년 MBC 일일사극 《구암 허준》 ... 꺽쇠 역
- 2014년 KBS2 주말연속극 《참 좋은 시절》 ... 박경수 역
- 2015년 KBS2 주말연속극 《파랑새의 집》 ... 윤팀장 역
- 2016년 KBS2 수목드라마 《마스터 - 국수의 신》
- 2017년 KBS2 수목드라마 《맨홀 - 이상한 나라의 필》 ... 고등학교 선생님 역
- 2017년 JTBC 월화드라마 《그냥 사랑하는 사이》 ... 용철 역
- 2019년 MBC 수목드라마 《더 뱅커》 ... 민형기 역
- 2021년 MBC 수목드라마 《미치지 않고서야》...편동일 역
- 2021년 tvN 수목드라마 《더 로드: 1의 비극》  ... 강재열 역
- 2022년 ENA 월화드라마 《아무것도 하고 싶지 않아》  ... 황창수 역
- 2023년 ENA 월화드라마 《신병 시즌 2》  ... 박재수 역
- 2024년 MBC 금토드라마 《수사반장 1958》 ... 최달식 역
- 2024년 OCN 단막극 《O'PENing - 수령인》 … 성인수 역
- 2025년 MBC 금토드라마 《언더커버 하이스쿨》 ... 백광두 역

## 연극
- 2023년 《셰익스피어 인 러브》 ... 헨슬로 역 (2023.1.28 ~ 2023.3.26 서울 예술의전당 CJ 토월극장)